# Minet – Minderheitenmagazin
minet ist eine deutschsprachige TV-Sendereihe, die seit dem Jahr 2004 einmal monatlich mit einer Dauer von 30 Minuten auf Rai Südtirol ausgestrahlt wird.
Wissenschaftliche Beratung und Recherche für die Berichterstattung werden durch die Europäische Akademie (EURAC) in Bozen gewährleistet. Gefördert wird die Sendereihe von der Autonomen Region Trentino-Südtirol (Amt für Sprachminderheiten) und der Autonomen Provinz Bozen (Amt für Kabinettsangelegenheiten).

## Inhalt
Die Bezeichnung minet weist auf das Themenspektrum dieses „Minderheiten-Netzwerks“ hin, das aus dem weit facettierten Bereich der Minderheiten europa- und weltweit besteht.

## Struktur der Sendereihe
Die von Christina Khuen moderierte Sendung besteht aus verschiedenen Berichten rund um minderheitenspezifische Themen. Außerdem werden in jeder Sendung in der Inforubrik newsline aktuelle Informationen zu Gesetzgebung und Netzwerken im Minderheitenbereich allgemein gegeben. In weiteren Rubriken werden die Themen Sprache sowie Berufe und Berufungen im Zusammenhang mit dem Leitmotiv Minderheiten behandelt. Jede Sendung beinhaltet ein Studio-Gespräch über einen minderheitenrelevanten Aspekt.

## Virtual Community
Seit Ende Dezember 2009 hat die TV-Sendereihe eine Website, in der rund 20 Berichte aus der Sendung online angesehen und kommentiert werden können.